# تپه نور
تپه نور مربوط به عصر مس - عصر مفرغ - عصر آهن است و در شهرستان خرم‌آباد، بخش مرکزی، دهستان رباط نمکی، روستای قاسم‌آباد واقع شده و این اثر در تاریخ ۲۸ اسفند ۱۳۸۵ با شمارهٔ ثبت ۱۸۸۲۸ به‌عنوان یکی از آثار ملی ایران به ثبت رسیده است.